# Sometime Samurai
»Sometime Samurai« je dance-pop pesem japonske glasbenice Towe Tei in avstralske pevke Kylie Minogue z albuma Flash (2005) Towe Tei. Pesem je producirala Towa Tei in glasbeni kritiki so ji ob izidu dodeljevali predvsem pozitivne ocene. Pesem je izšla spomladi leta 2005 kot promocijski singl in do danes ostaja ena od največjih uspešnic Towe Tei na Japonskem. Na japonski glasbeni lestvici je zasedla eno izmed prvih desetih mest.
Pesem »Sometime Samurai« so na začetku nameravali izdati kot B-stran pesmi »GBI: German Bold Italic« (1996), vendar je osem let niso izdali, saj je Kylie Minogue potrebovala toliko časa, da je našla čas za ponovno snemanje pesmi leta 2004. Pesmi oboževalci niso slišali, dokler ni izšla preko albuma Flash, a so zanjo že slišali v knjigi La La La, ki sta jo napisala Kylie Minogue in William Baker. Pesem govori o takratnem fantu Kylie Minogue, Stéphaneom Sednaouijem, in je izšla kot promocijski singl z albuma Flash. Videospota za pesem niso posneli, saj je bila Kylie Minogue v tistem času prezaposlena s svojo turnejo Showgirl: The Greatest Hits Tour.

## Nastopi v živo
Kylie Minogue je s pesmijo »Sometime Samurai« leta 2008 nastopila na turneji KylieX2008.

## Ostale različice
1. »Različica z albuma« — 3:59
2. »ATFC-jev remix« — 7:24
3. »Remix Dona Atoma iz leta 2005« — 3:55